# Porta i capella ibèrica o de la resurrecció

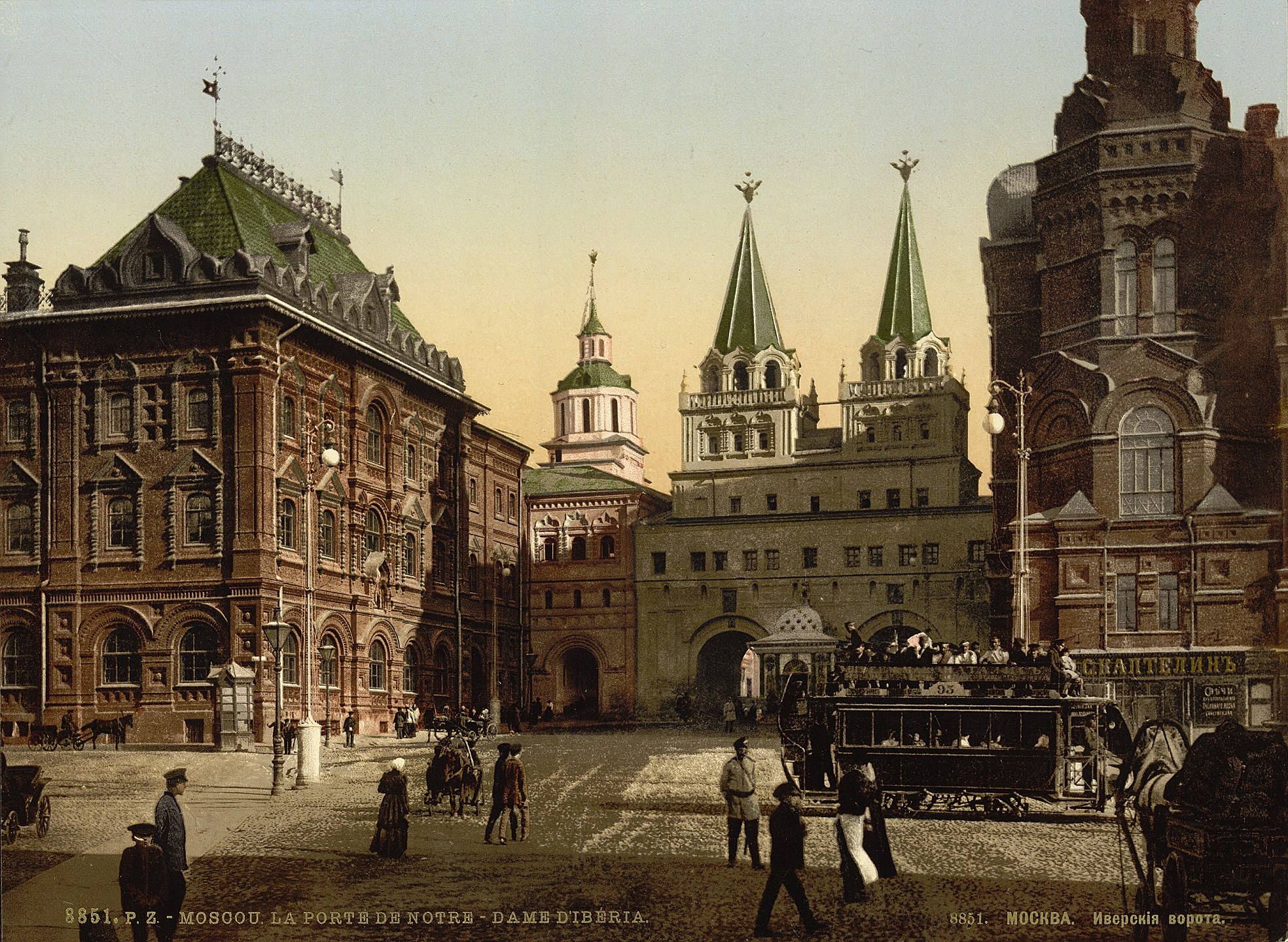
La porta i la capella formen un conjunt, entre la Casa de la Ciutat de Moscou (a l'esquerra) i el Museu Històric Estatal (a la dreta). Postal del.

Porta de la resurrecció (rus: Voskresenskie vorota, també va anomenada Иверские ворота Iverskie vorota, o Porta ibèrica) és la única porta existent a l'antiga zona coneguda com a Kitai-gorod, al centre de Moscou. La porta ibèrica connecta la part nord-oest de la Plaça Vermella amb la Plaça Manege i dona el seu nom a la veïna Plaça Voskresenskaya (Plaça de la Resurrecció). La porta és adjacent a l'ornat edifici de la Casa de la Ciutat de Moscou, per la banda est, i al Museu Històric Estatal, per la banda oest. Just al davant de la capella, hi ha una placa placa commemorativa de bronze que senyala el quilòmetre zero del sistema d'autopistes rus.

## Porta ibèrica o de la resurrecció
La primera porta de pedra que condueix a la plaça Vermella va ser erigida l'any 1535, quan el mur de la zona del Kitai-gorod fou construïda amb maons. En refer l'estructura l'any 1680, el doble passadís va ser substituït per edificis de dues plantes, coronats per dues teulades carpades octagonals, similars a les Torres del Kremlin. Una estàtua que representa la Resurrecció fou col·locada a la porta, en la cara que dona a la Plaça Vermella, de la qual deriva el seu nom.
Fins a l'any 1731, les cambres damunt la porta foren compartides per la veïna Fàbrica de la Moneda i el Dispensatori Central Farmacèutic. Tanmateix, després que Mikhail Lomonosov fundès la Universitat de Moscou, la premsa universitària fou traslladada a l'edifici de la porta. Nikolai Novikov, qui va dirigir la premsa universitària a finals del segle xviii, va convertir el segon pis en la seva seu.

## Capella ibèrica

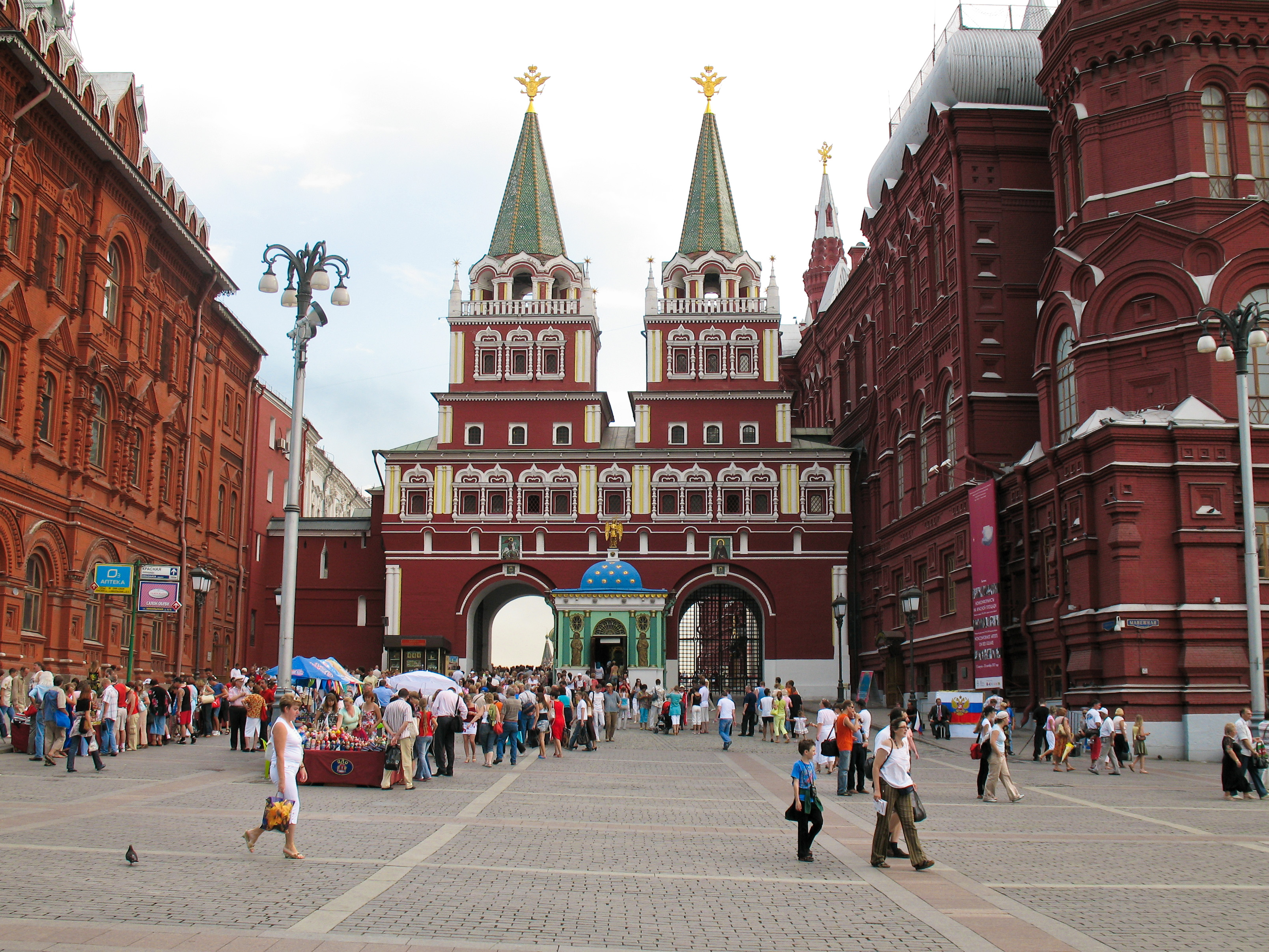
Els sostres carpats, de color blau celestial, coronats per estrelles daurades de la petita capella ibèrica lleuixen damunt els arcs bessons de la porta del mateix nom.

Des del 1669, la capella de fusta situada davant de la porta (per la cara oposada a la Plaça Vermella) ha albergat una rèplica del miracle de Nostra Senyora d'Ibèria (o d'Iviró, una Panagia Portaitissa o icona cristiana protectora de les portes i de les entrades), el prototipus del qual és conservat al Monestir Iveró, situat al Mont Atos, a Geòrgia (antic Regne d'Ibèria). D'aquí l'adjectiu Iversky (ibèrica) que trobem per denominar tant la capella com a la porta. El 1781, el Monestir Nikolo-Perervinsky de Moscou va construir una capella de maó nova en aquest punt. Un àngel daurat amb una creu cristiana ortodoxa corona la cúpula blaucel de la capella actual.
Segons un costum popular, tothom que visita la plaça Vermella o el Kremlin ha de visitar també la capella i retre homenatge al santuari, abans de creuar la Porta ibèrica. I és tan famosa que tant els captaires i els bandolers, com la més alta noblesa o, fins-i-tot, el mateix Tsar se sap que han pregat en aquesta capella. Fou aquí també que el rebel Emelyan Pugachev va suplicar el seu perdó al poble rus, hores abans de la seva execució. La visitada capella, plena d'espelmes i ciris que cremen dia i nit, figura a les obres d'en Leo Tolstoy,de l'Ivan Bunin, de na Marina Tsvetayeva, i de H.G. Wells, per anomenar només uns quants cèlebres literats.

## Destrucció i reconstrucció
L'any 1931, la Porta ibèrica o de la Resurrecció i la seva capella van ser enderrocades per tal de permetre el pas dels grans vehicles militars a la Plaça Vermella durant desfilades militars. Tanmateix, ambdues estructures es van reconstruir completament entre els anys 1994 i 1995, i una imatge nova de Nostra Senyora d'Ibèria fou pintada per encàrrec al monestir del Mont Atos per mirar de reemplaçar l'original.

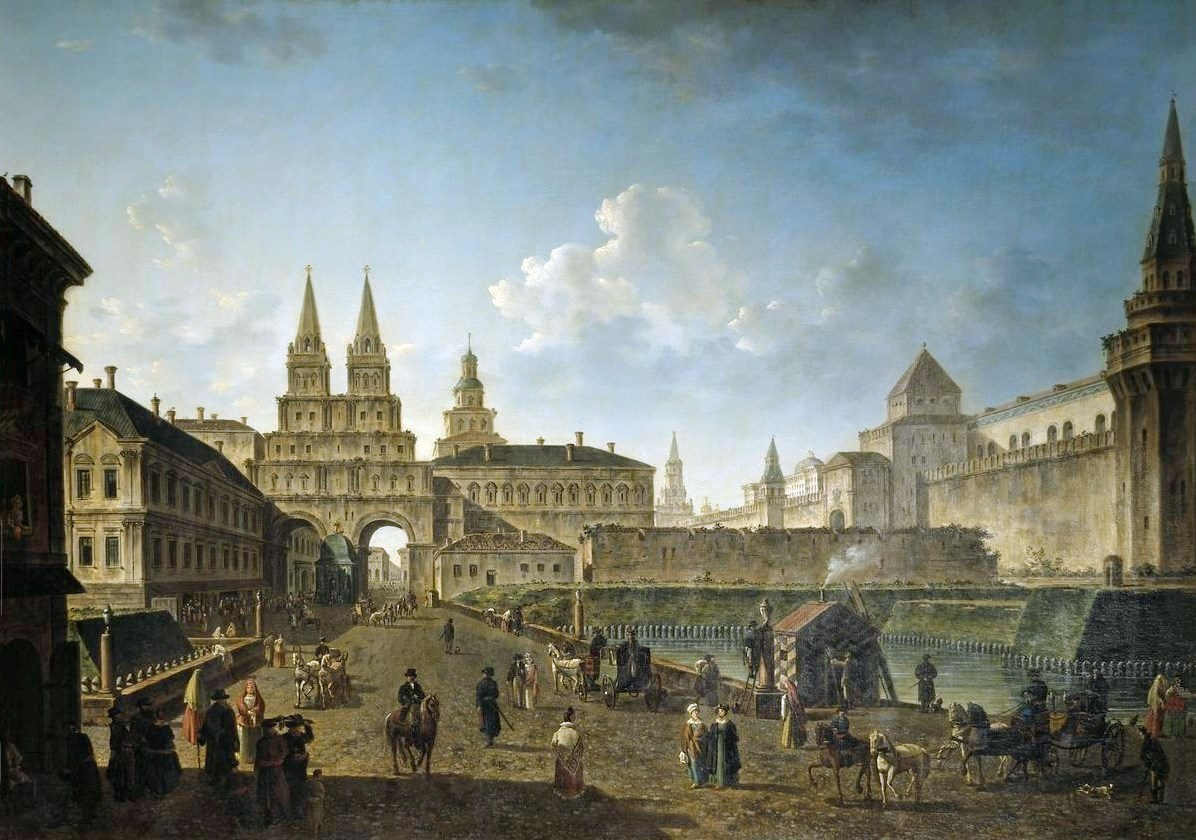
Vista de la porta pels voltants del segle xix
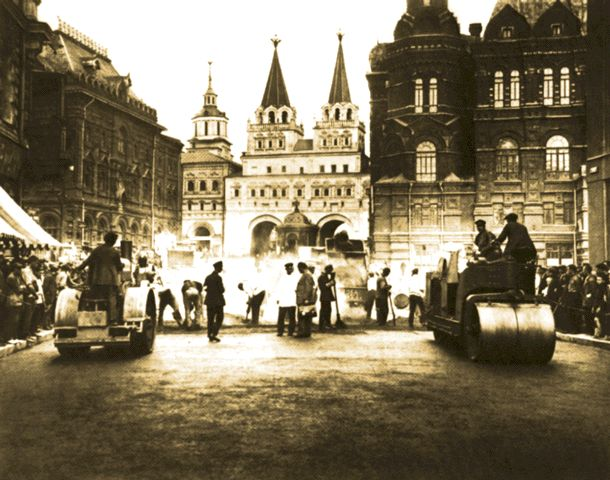
La porta i la capella abans de la seva destrucció l'any 1929.
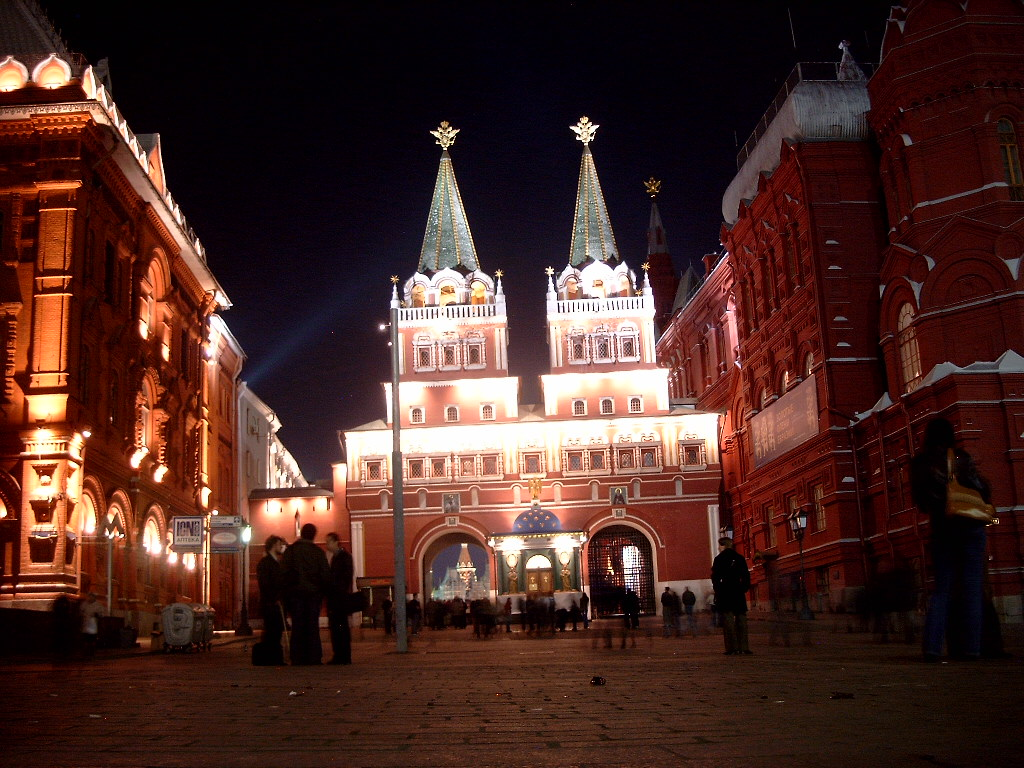
La nova porta i capella, reconstruïdes, il·luminades.
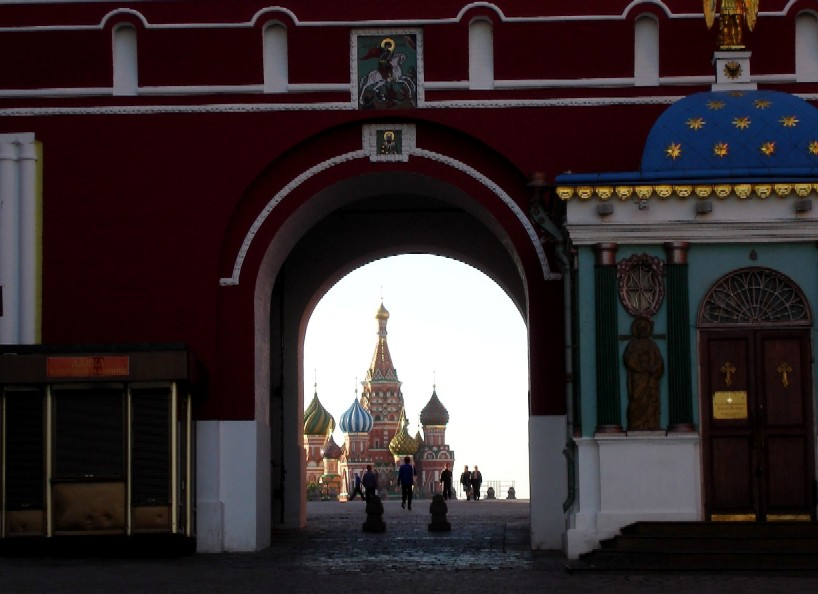
Imatge de la porta amb la Catedral de Sant Basili al fons.